# Callerya longipedunculata
Callerya longipedunculata là một loài thực vật có hoa trong họ Đậu. Loài này được Wei Zhi (韦直, Vi Trực) mô tả khoa học đầu tiên năm 1985 dưới danh pháp Millettia longipedunculata. Năm 2007, Zhu Xiang Yun (朱相云, Chu Tương Vân) chuyển nó sang chi Callerya.

## Tên gọi
Tên gọi trong tiếng Trung là 长梗鸡血藤 (trường ngạnh kê huyết đằng), nghĩa là dây máu gà cuống hoa dài.

## Mô tả
Dây leo. Các cành màu nâu, nhẵn và thanh mảnh, lông măng màu vàng sau nhẵn nhụi, không bì khổng. Lá 5 hoặc 7 lá chét; trục cuống lá 30-35 cm, gồm cả cuống lá dài 5-7 cm; phiến lá chét hình mác, cặp lá chét đáy 4-8 × 2,5-3,5 cm, các cặp bên và lá chét tận cùng 12-20 × 3,5-6 cm với lá chét tận cùng là to nhất, dạng giấy, mặt xa trục rậm lông nhung, mặt gần trục lông tơ áp ép, đáy hình nêm rộng đến gần hình tim hẹp, đỉnh hình đuôi. Chùy hoa đầu cành, 20-40 cm, thanh mảnh; các đốt cành con mang hoa thưa thớt; cuống hoa khá dài, lông măng màu vàng. Hoa 1,5-1,7 cm. Tràng hoa đỏ; cánh cờ hình trứng ngược, mặt ngoài rậm lông lụa. Bầu nhụy có lông măng, với 6 noãn. Quả đậu hình á thoi tới thuôn dài, 3,5-8 × ~2,2 cm, lông măng màu nâu sẫm, sau dần chuyển thành nhẵn nhụi, hơi co hẹp ở khoảng giữa các hạt, đỉnh với mỏ khoằm. Hạt 1-3 mỗi quả đậu, màu nâu ánh đỏ, dẹt, ~1,5 × 2 cm. Ra hoa tháng 5-8, tạo quả tháng 7-10.

## Phân bố
Rừng lá rộng thường xanh ở những nơi có bóng râm trong các thung lũng; cao độ khoảng 1.400 m. Tây bắc Quảng Tây, tây nam Quý Châu, đông Vân Nam.